# Vạn Thịnh
Vạn Thịnh (chữ Hán giản thể:万盛区, Hán Việt: Vạn Thịnh khu) từng là một quận thuộc thành phố trực thuộc trung ương Trùng Khánh, Cộng hòa Nhân dân Trung Hoa. Quận này có diện tích 566 km2, dân số 270.000 người (năm 2006). Vạn Thịnh nằm ở đông nam của Trùng Khánh, cách trung tâm Trùng Khánh 82 km theo đường bộ. Phía bắc và đông giáp Nam Xuyên, tây giáp 綦江, nam giáp Quý Châu và Đồng 梓. Quận Vạn Thịnh được chia thành 7 trấn, 1 hương và 2 nhai đạo biện sự xứ. Tháng 10 năm 2011, Vạn Thịnh sáp nhập với huyện Kỳ Giang để tạo thành quận Kỳ Giang mới.